# 東洋大学現代学生百人一首
東洋大学現代学生百人一首（とうようだいがくげんだいがくせいひゃくにんいっしゅ）は、1987年（昭和62年）に東洋大学が始めたイベント。
もともとは当時東洋大学の学長を務めていた歌人である神作光一が大学の知を社会へ還元する東洋大学創立100周年記念事業として100に因んではじめたものである。でもあった。「現代学生のものの見方・生活感覚」をテーマに日本全国の小学生・中学生・高校生・高等専門学校生・大学生・短期大学生・専門学校生・専修学校生・各種学校生・および予備校生が歌った短歌を申し込み対象としている。
毎年60000首を超える応募があり、教育の一環として学校全体で取り組むケースも増えている。
入選作が発表されると共同通信社などが全世界へ向けて記事を配信するほか、毎日新聞の地方版記事や朝日新聞の天声人語など、さまざまなメディアで取り上げられている。最近ではBLOGで入選作を引用して自分なりの意見を書く人も多く、第一生命のサラリーマン川柳、住友生命の創作四字熟語、日本漢字能力検定協会の今年の漢字、自由国民社の新語・流行語大賞と並んで、現代の世相を反映する一つの指標、特に現代の児童・生徒・学生が何を考えているのかを判断する指標として使われることが多い。
選考は、東洋大学「現代学生百人一首」選考委員会が行う。当初、選考委員長は発案者である神作光一が務めていた。
入選作はウェブ上に掲載されるほか、毎年東洋大学から入選作品を収録した冊子が発行される。

## 書籍
入選作を収めた書籍として、以下のものがある。
- 東洋大学編集 『現代学生百人一首―学生短歌傑作500選』學生社 1989年 ISBN 978-4311602108
- 東洋大学編集 『青春みそひと白書―「現代学生百人一首」傑作選』読売新聞社 1997年 ISBN 978-4643970388
- 神作光一、大滝貞一編 『短歌 青春―東洋大学『現代学生百人一首』批評集』勉誠新書 2001年 ISBN 978-4585002765